# سلکوکسیب
سلکوکسیب (به انگلیسی: Celecoxib)
رده درمانی: داروهای ضد التهاب غیر استروئیدی(NSIDs)مانند ناپروکسن، دیکلوفناک و استیل‌سالیسیلیک اسید یا آسپرین اما از نوع کوکسیب
اشکال دارویی:کپسول
سال کشف، تاییدیه و اختراع عمده: ۲۰۱۸ میلادی
این دارو طی پژوهش‌هایی در سال ۲۰۱۸(به شکل کپسول طولانی اثر) مورد تأیید سازمان FDA قرار گرفت.
عوارض قلبی و عروقی داروی سلکوکسیب ناچیز و اندک شمرده شده و به عنوان انتخاب اصلح برای بیمارانی که مشکل گوارشی در درمان با آسپرین یا ایبوپروفن دارند معرفی شده‌است.
از سلکوکسیب گاهی برای درمان دردهای متوسط تا نسبتاً شدید سرطانی نیز استفاده می شود. در سال ۲۰۱۹ گروهی از دانشمندان پزشکی دانشگاه ایالتی کلرادو در بولدر ایالات متحده آمریکا، همچنین به این نتیجه رسیدند که مصرف سلکوکسیب در دوره‌های میان مدت (معمولاً-۳ماه) موجب نابودی برخی از سلول های سرطانی می گردد. این روند هدف گیری سلول های مخرب سرطانی در افراد میانسال علی الخصوص زنان بالای ۵۰ سال اثرگذاری بهتری داشته است. با این حال سلکوکسیب مهارکننده پروستاگلاندین ها—Cox2 جهت کاهش درد استفاده عمده دارد.

## موارد مصرف
این دارو در درمان بسیاری از بیماری‌ها مانند استئوآرتریت، آرتریت روماتوئید، دیسمنوره، نقرس، سنگ صفرا، آرتریتها، دردهای مختلف اندامها، تب و … به کار می‌رود.

## مکانیسم اثر
سلکوکسیب از مهارکننده‌های قوی آنزیم سیکلواکسیژناز است. آنزیم سیکلواکسیژناز باعث تبدیل  آراشیدونیک اسید به پروستاگلاندین‌ها می‌شود. حداقل دو ایزوفرم سیکلواکسیژناز وجود دارد: Cox-۱ و Cox-۲. تفاوت سلکوکسیب با سایر مهارکننده‌های سیکلواکسیژناز در این است که سلکوکسیب به صورت اختصاصی Cox-۲ را که در سلول‌های التهابی است مهار می‌کند و به Cox-۱ که در سایرسلول‌ها مانند سلول‌های معده است تأثیری ندارد. این دارو با مهار سیکلواکسیژناز تولید پروستاگلاندین‌ها را کاهش می‌دهد و به این روش اثر ضد درد و التهاب خود را نشان می‌دهد.
آنزیم کوکس۱ در تمام ارگان‌ها مانند معده و کبد و غیره پاسخگوی نیاز ایمنی در برابر آسیب‌ها بوده ولی آنزیم کوکس۲ تنها در محل بروز التهاب وجود دارد. ضد التهاب‌های کلاسیک مانند پروفن با بلوک کردن هردونوع آنزیم، در کنار مهار التهاب پی‌آمدهای ناخواسته چون آسیب‌های گوارشی و غیره را نیز همراه دارند، حال‌آن‌که داروهای کوکسیب به‌خاطر شکل کوکس۲ با بلوک کردن آن باعث رفع التهاب می‌شوند ولی قادر به بلوک کردن کوکس۱ نیستند.

## موارد منع مصرف
در سه ماهه دوم حاملگی ، حساسیت به سایر داروهای دسته NSAIDs و نیز بیماری با مشکلات کبدی شدید ، سلکوکسیب منع مصرف کامل دارد. همچنین در افرادی با مشکلات قلبی عروقی ، افراد داری سابقه زخم های گوارشی ، بیماری های کلیوی و کم خونی حاد مصرف سلکوکسیب یا همان سلکسب باید با احتیاط همراه باشد. ( لازم به ذکر مصرف این دارو به افراد مسن به علت افزایش خطر بیماری های ایسکمیک مصرف این دارو برای بلند مدت توصیه نمیشود و این افراد بهتر است از سایر داروهای استفاده کنند.)

## تداخل دارویی
تداخلات دارویی ممکن است عملکرد و تأثیر داروها را تغییر دهد یا باعث افزایش ریسک بروز عوارض جانبی آنها شود. بنابراین برای مصرف این دارو، لیست تمام داروهایی که مصرف می‌کنید اعم از داروهای تجویزی و غیرتجویزی (گیاهی، مکمل و …) را با پزشکتان در میان بگذارید. چنانچه در طول درمان با داروی سلکوکسیب، باید دارویی را مصرف کنید، پزشکتان را در جریان مصرف این دارو قرار داده یا با داروساز مشورت نمایید.
از جمله داروهایی که با سلکوکسیب تداخل دارند، عبارتند از:
- مهارکننده‌های ACE (مانند کاپتوپریل، لیزینوپریل)
- مسدود کننده‌های گیرنده آنژیوتانسین II (مانند لوزارتان، والزارتان)
- قرص‌های دیورتیک یا قرص‌های آب مانند فوروزماید
- داروهای ضد پلاکت مانند کلوپیدوگرل
- رقیق کننده‌های خون مانند دابیگاتران، انوکساپارین، وارفارین
- داروهای حاوی داروهای ضد درد یا تب (مانند آسپرین، داروهای ضد التهابی غیر استروئیدی مانند ایبوپروفن؛ ناپروکسن)
- آلیسکیرن
- لیتیوم

## کوکسیب
کوکسیب (از سرنام COX-2 inhibitor) نسل نوین داروهای ضدالتهاب‌غیراستروئید انتخابی (سلکتیو) هستند که بر خلاف انواع سنتی مانند آسپیرین و پروفن با بازداشتن انتخابی Cox-۲ و بدون بلوک کردن آنزیم اسیکلوکسیژناز نوع یک (COX-1) عوارض گوارشی کمتری ایجاد می‌کنند. این رده دارو هنوز به‌طور کامل مورد استفاده قرار نگرفته و گمان می‌رود که عوارض کاردیوپاتی (قلبی) و کلیوی حادتری از انواع قدیمی ضد التهاب‌ها داشته باشد. داروی روفیوکوکسیب به همین دلیل از سال ۲۰۰۴ از فهرست داروهای داروخانه‌ها حذف شد.

## عوارض جانبی
این دارو هرچند عوارض گوارشی کمتری از مهارکننده‌های غیراختصاصی سیکلواکسیژناز مانند دیکلوفناک و آسپرین دارد ولی عوارض کلیوی آن‌ها مشابه مهارکننده‌های غیراختصاصی Cox-۲ است.
عوارض قلبی عروقی در هفته ابتدایی ممکن است بیشتر دیده شود به ویژه با دوز بالاتر.
هرچند ک بروز مشکلات قلبی و عروقی سلکوکسیب بیشتر از ناپروکسن و سایر NSAIDs نیست. اما کماکان احتیاط در بیمارانی ک مشکلات قلبی عروقی حاد دارند و تحت درمان با دوز بالا قرار می‌گیرند لازم شمرده می‌شود.